# Aglauropsis kawari
Aglauropsis kawari is een hydroïdpoliep uit de familie Olindiasidae. De poliep komt uit het geslacht Aglauropsis. Aglauropsis kawari werd in 1971 voor het eerst wetenschappelijk beschreven door Moreira & Yamashita. 